# Virtus Pallacanestro Bologna 1991-1992

## Roster
| Knorr Bologna 1991/1992 | Knorr Bologna 1991/1992 |
| Giocatori               | Staff tecnico           |
| ----------------------- | ----------------------- |

| N. | Naz.                | Ruolo | Nome                   | Anno | Alt.   | Peso |  |
| -- | ------------------- | ----- | ---------------------- | ---- | ------ | ---- |  |
| 4  | Italia (bandiera)   | P     | Roberto Brunamonti (c) | 1959 | 192 cm |      |  |
| 5  | Italia (bandiera)   | PG    | Massimiliano Romboli   | 1971 | 192 cm |      |  |
| 6  | Italia (bandiera)   | P     | Claudio Coldebella     | 1968 | 196 cm |      |  |
| 7  | Slovenia (bandiera) | PG    | Jure Zdovc             | 1966 | 194 cm |      |  |
| 9  | Italia (bandiera)   | AC    | Roberto Dalla Vecchia  | 1964 | 206 cm |      |  |
| 11 | Italia (bandiera)   | C     | Augusto Binelli        | 1964 | 211 cm |      |  |
| 12 | Canada (bandiera)   | C     | Bill Wennington        | 1963 | 205 cm |      |  |
| 13 | Italia (bandiera)   | A     | Riccardo Morandotti    | 1965 | 200 cm |      |  |
| 14 | Italia (bandiera)   | C     | Roberto Cavallari      | 1963 | 205 cm |      |  |
| 15 | Italia (bandiera)   | A     | Lauro Bon              | 1961 | 200 cm |      |  |
|    | Italia (bandiera)   | C     | Damiano Brigo          | 1973 | 209 cm |      |  |
|    | Italia (bandiera)   |       | Michele Bertinelli     |      |        |      |  |
|    | Italia (bandiera)   | G     | Davide Diacci          | 1974 |        |      |  |
|    | Italia (bandiera)   |       | Enrico Corni           |      |        |      |  |

| Allenatore                                    |
| Ettore Messina                                |
| Assistente/i                                  |
| Renato Pasquali Legenda - (C) Capitano Roster |

## Risultati
- Serie A1:
  - stagione regolare: 4ª classificata su 16 squadre (21-9)
  - playoff:  semifinalista (3-3)
- Coppa Italia: semifinalista (6-1)
- Coppa dei Campioni: eliminata ai quarti di finale (13-6)